# 이화여자대학교
이화여자대학교(梨花女子大學校, Ewha Womans University)는 대한민국의 사립 여자 대학교이다. 한국 최초의 종합대학교(문교부 제1호 종합대학교 인가)이다. 서울특별시 서대문구에 캠퍼스를 두고 있다. 주로 이대(梨大)라는 약칭으로 불린다.

## 연혁

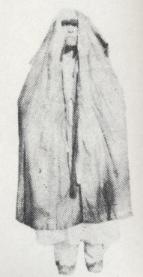
쓰개치마를 쓰고 등교중인 1900년대의 이화학당 여학생

이화대학이라는 교명은 1886년 고종 황제가 대한민국 최초의 여성 교육의 시작을 기념하기 위해 당시 메리 스크랜턴 여사가 경영하던 여학교에 하사한 이화학당에서부터 시작되었다. 특히 이화라는 명칭은 1887년 고종황제가 칭호 하사 한 것으로 유명하다. 1904년에는 교복을 입게 되었고 대한민국 여성 고등교육의 효시이다.
1925년 대학기관으로 성장하려던 이화의 노력은 일제의 억압 정책으로 시련을 겪게 되었고, 전문학교로 변경되었다. 최초 졸업식은 1927년 3월 18일이다. 이화학당이라는 이름은 이화전문학교로 개편되었다. 1933년에는 이화학당과 이화학원으로 재단이 분리되었고, 1943년 8월 7일 재단법인 이화학당으로 설립등기되었다.
그러나 그럼에도 불구하고 이화는 신촌 캠퍼스로 이전하여 종합대학교로 향하는 새로운 전기를 맞이하였다.

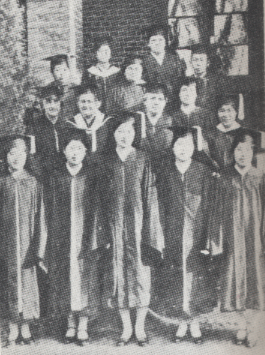
1920년대의 이화여전 졸업 사진

일제강점기에 와서 두 번의 강제 개명을 당하여 1943년에는 이화여자전문학교 청년 연성소 지도자양성과로 변경되었으며 1945년에는 이화라는 이름이 민족적 색채를 강하게 띠고 있다 하여 경성여자전문학교로 변경되기도 하였다.
이화여자전문학교로 존재하는 동안 일본인 졸업생은 없고 2명만 재학했던 것으로 알려질 만큼 민족적 색체가 짙은 학교였다. 경성여자의학전문학교 혹은 숙명여자전문학교, 경성여자 사범학교는 일본인 학생이 입학하거나 졸업을 하였다. 일본인과 조선인 통틀어 경성제국대학을 졸업한 신진순이 이화여자 전문학교 출신이며, 모윤숙과 조정숙, 이남덕, 고옥남이 경성제국대학 선과를 졸업했다.
그러나 1945년 해방 이후 이화전문학교는 대학기관으로 승격하여 현재 이화여자대학교에 이르고 있다. 1945년 8·15 광복과 함께 이화는 대한민국 대학 사상 최초로 종합 대학교의 꿈을 실현하였으며, 이화는 해방 직후 문교부 1호로 종합 대학교 인가를 받아 냈다.

### 역대 원장
- 메리 스크랜튼 (1886–1890)
- 루이자 C. 로드와일러 (1890–1892)
- 조세핀 O. 페인 (1892–1907)
- 룰루 E. 프라이 (1907–1921)
- A. 진네트 월터 (1921–1922)
- 앨리스 R. 아펜젤러(영어) (1922–1939)
- 김활란 (1939–1961)
- 김옥길 (1961–1979)
- 정의숙 (1979–1990)
- 윤후정 (1990–1996)
- 장상 (1996–2002)
- 신인령 (2002–2006)
- 이배용 (2006–2010)
- 김선욱 (2010–2014)
- 최경희 (2014–2016)
- 김혜숙 (2017–2021)
- 김은미 (2021–2025)
- 이향숙 (2025– )

## 위치
대부분의 단과대학 및 연구 시설이 서울특별시 서대문구 이화여대길 52번(대현동 11-1번지)에 위치하고 있다. 다만, 임상치의학 대학원의 경우 이화여자대학교 의과대학부속 목동병원이 있는 서울특별시 양천구 안양천로 1071번(목동 911-1번지)에 위치하고 있다. 또한, 의과대학 본과와 간호대학 고학년 교육은 이대서울병원에 위치한 캠퍼스에서 이뤄진다.

## 학제

### 학부

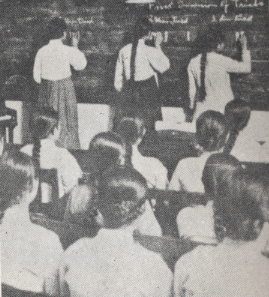
1932년 이화여자전문학교의 정동 캠퍼스 강의 장면

※ 의과대학은 의학전문대학원으로 변경되면서 2005년부터 신입생을 선발하지 않았으나 의학전문대학원 제도의 점차적 폐지로 인해 2015학년도부터 신입생을 선발하였다. 법과대학은 2009년부터 신입생을 선발하지 않고 있으며 법학전문대학원으로 변경되었다.

### 공과대학
이화여대 공과대학 은 세계 최초로 설립된 여성 공과 대학으로, 1996년 7월 신축된 공학관은 3000평 규모의 지하 1층 지상 5층 건물에 다양한 시설을 갖추고 있다.1996년부터 학부제를 도입하여 2007년에는 정보통신공학부, 건축학부, 환경·식품 공학부의 3개 학부, 컴퓨터정보통신공학전공, 전자정보통신공학전공, 건축학전공(5년제), 건축공학전공(4년제), 환경공학전공, 식품공학전공의 6개 전공으로 개편되었고, 2008년에는 정보통신공학부가 컴퓨터·전자공학부로, 컴퓨터정보통신공학전공이 컴퓨터공학전공으로, 전자정보통신공학전공이 전자공학전공으로 개명되었다. 현재 1100여명의 학부생과 150여명의 대학원생이 재학하고 있으며 (2010년 기준), 2008년 9월에는 신공학관이 신축되어 공학 도서관, 열람실, 학생 식당 등 학생들을 위한 복지가 더 좋아졌다.

## 부속 시설

### 대학 교회

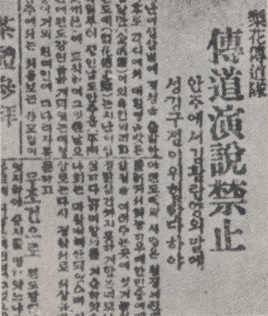
대학 교회의 여학생들이 조직했던 이화전도단의 선교 금지 기사 (1922년)

2000년 5월에 새 건물이 완공되어 이화의 교직원, 학생들, 동창 가족들 및 일반인들이 매 주일 오전 11시에 대학교회에서 예배를 드리고 있으며, 각 연령별 교회 학교가 모이고 있다.

### 이화포스코관
이화여자대학교의 사회과학대학 소속 사회과학부와 언론홍보영상학부, 정책과학대학원, 사회복지전문대학원과 교수연구실 등이 모여있는 건물이다. 지하 1층 카페에서는 김밥, 음료, 빵 등을 판매한다.

### 산학협력단
2004년 3월 1일 대학 내에 '이화여자대학교 산학협력단'을 설립하였다. 이화여자대학교 산학협력단은 본관 214호에 위치하고 있으며, 교내외 연구자들의 연구비와 연구활동을 지원하고 있다.

### 박물관

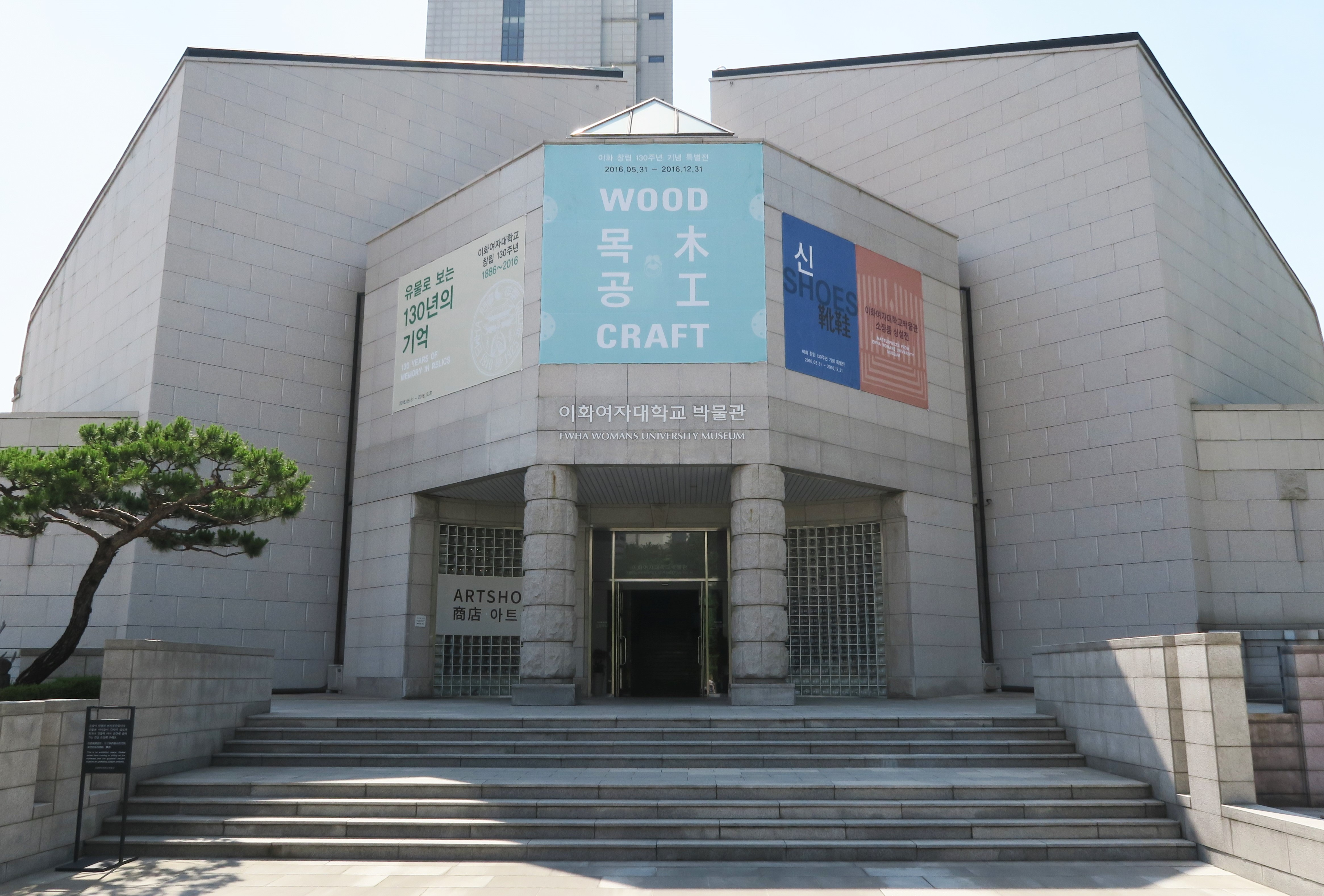
이화여자대학교 박물관 전경

이화여자대학교 박물관은 1935년 4월에 개관하였다. 회화, 도자, 공예, 복식, 민속품에 이르기까지 다양한 유물을 소장하고 있으며, 주요 소장품으로는 대한민국 국보 제107호 백자 철화포도문 항아리가 있다. 박물관은 상설전시관, 기획전시관, 기증전시관, 담인복식미술관으로 구성되어 있다.

### ROTC(학군사관)
2010년 숙명여자대학교, 2011년 성신여자대학교에 이어 2016년 11월 2일 여대 세 번째로 학군사관이 생겼다.

## 언론

### 교지 이화(梨花)
교지 '이화(梨花)'는 이화여자대학교 내의 자치 언론 기구이다. 1929년 2월 국판 189페이지로 창간되었으며, 창간 후 초기 상당 기간 동안은 종합문예지의 성격을 띠고 있으나, 1990년대에 본격적으로 문예지의 성격을 벗어나 현재까지 이화여자대학교의 언론단위로서 활동해오고 있는 중이다. 교지 '이화'는 학내사안, 사회문제, 여성문제 등의 분과를 기본으로 하여 대학생으로서, 여성으로서, 이화여대생으로서 고민하고 있는 문제를 내용으로 담고 있다.
자치언론기구로서의 역할을 수행하기 위해 교지 '이화'는 이화학우들이 내는 3,000원의 교지대금으로 발행되며 학교로부터의 지원은 받지 않는 것을 원칙으로 하고 있다. 발행주기는 학기에 한 번씩 1년에 두 번 봄호(8,000부), 가을호(8,000부)를 발행하고 있다.

## 비판과 논란

### 김활란논란 친일 행적

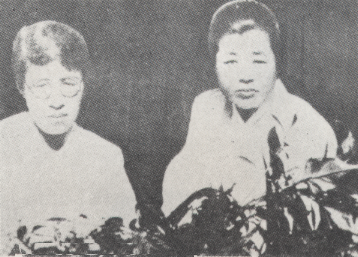
1920년대의 이화여전 교수 김활란과 김필례
(김활란은 이화여전이 대학으로 승격한 뒤 초대 총장이었고, 김필례는 독립운동가 우사 김규식의 처제였다.)

일제시대 위안부 동원에 앞장섰던 친일파 김활란이 초대 총장으로 있었다고 하는데 엄밀하게 말하면 최초 설립자는 메리스크랜튼여사이다. 종합대학으로 인가받아 승격되기 전까지  포함해서 7대 총장으로 봐야 맞다. 김활란 초대총장의 세례명을 딴 헬렌관, 김활란 동상 등이 캠퍼스 내에 있어 교내외적으로 비판이 있다. 2005년 3월 25일에는 이화여대 학생들이 친일파 김활란의 동상 철거를 요구하며, 김활란의 친일 행적들을 밝히기도 하였다. 이와 관련해 학내 친일청산 운동을 벌이고 있는 '이화여대 친일청산위원회'가 결성되어 활동하기도 했다. 그들은 "일제강점기 빼앗기 나라를 위하여 목숨까지 바쳤던 분들을 생각하면 친일행위는 정당화 할 수 없다. 친일 행적을 뼈아프게 성찰하며 지성 공간으로 거듭나기를 바란다." 며 유감을 표하였다.

### 파주캠퍼스 백지화 논란
파주시 캠프 에드워즈 부지에 파주캠퍼스를 건설할 예정이었으나 토지 비용 문제로 MOU를 파기하여 논란이 있다.

## 같이 보기
- 이화여자대학교 여자축구단
- 텍사스 여자 대학교
- 텍사스 대학교